# Jean-Baptiste Radet
Pour les articles homonymes, voir Radet.
Jean-Baptiste Radet (1752-1830) fut un vaudevilliste français.

## Biographie
Né à Dijon le 20 janvier 1752, il occupait auprès de la duchesse de Villeroy, avant la Révolution française, un emploi de secrétaire bibliothécaire, espèce de sinécure qui lui permit de se livrer à ses goûts littéraires.
Il avait déjà donné avec succès quelques pièces au Théâtre de l'Ambigu-Comique et au Théâtre-Italien (Opéra-Comique), lorsque le Théâtre du Vaudeville fut fondé par son ami Pierre-Yves Barré : il y fit représenter de 1792 à 1816 une foule de jolies pièces et de gaies parodies, qu'il composait soit seul, soit avec Barré, Desfontaines-Lavallée, Armand Gouffé, et qui contribuèrent à la fortune de ce théâtre.
Il est mort à Paris le 17 mars 1830.

## Publications
- 1783 : Dame Jeanne
- 1784 : Le Marchand d’esclaves, avec Jean-René Rosières, Comédiens Italiens ordinaires du Roi, 27 janvier
- Renaud d'Ast, comédie en deux actes et en prose mêlée d’ariettes, en collaboration avec de Barré, musique de Nicolas Dalayrac créée le 19 juillet 1787 à l'Opéra-Comique (salle Favart)
- La Soirée orageuse, comédie en un acte et en prose, mêlée d’ariettes, musique de Nicolas Dalayrac, créée le 29 mai 1790 à l'Opéra-Comique (salle Favart)
- La Chaste Suzanne (1793)
- Gaspard l'avisé
- La Maison en loterie, comédie en un acte, mêlée de couplets, livret de Louis-Benoît Picard, créée le 8 décembre 1817, au Théâtre royal de l'Odéon